# Kahlil Vélasquez
Kahlil Velasquez (né le 13 août 1985 au Belize) est un joueur de football international bélizien, qui évolue au poste de défenseur.

## Biographie

### Carrière en sélection
Kahlil Vélasquez reçoit sa première sélection en équipe du Belize le 15 novembre 2011, contre Saint-Vincent-et-les-Grenadines (victoire 0-2).
Il dispute un match lors des éliminatoires du mondial 2014, et quatre matchs lors des éliminatoires du mondial 2018.
Il participe avec l'équipe du Belize, à la Gold Cup 2013 organisée aux États-Unis.

## Palmarès
Belize Defence Force
- Championnat du Belize (3) :
  - Champion : 2010 (Clôture) et 2010 (Ouverture).